# Qal'at Ja'bar
El Qal'at Ja'bar (del árabe: قلعة جعبر) es un castillo localizado a orillas del lago Buhayrat al Asad, Siria. Aunque la cima de la colina sobre la que se encuentra el castillo fue, posiblemente, ya fortificada en el siglo séptimo, las actuales estructuras son principalmente el trabajo de Nur ad-Din Zangi, que reconstruyó el castillo de 1168 en adelante. Desde 1965, varias excavaciones se han llevado a cabo alrededor del castillo, así como las obras de restauración de las murallas y torres. Desde 1921 a 1973, por ser lugar de la Tumba de Solimán Schah, fue un territorio de Turquía fuera de las fronteras de ese país y protegida por un pelotón de soldados turcos. En 1973, debido a la subida del nivel de las aguas en el Lago Assad, la tumba fue trasladada 86 km al norte, donde la carretera M4 cruza el Éufrates, constituyendo un exclave turco con guarnición militar, y quedando el castillo de Ja'bar en manos sirias.
El diseño del castillo es muy evocador y es de los mejor conservados. La parte superior del castillo se construyó con ladrillos horneados. La entrada de la parte interior del castillo se compone de una puerta y una rampa de bobinado cortado en la roca. Dentro del castillo se encuentran los restos de una sala abovedada, así como un minarete que fue construido probablemente por Nur ad-Din, y que es la parte más alta del castillo. Algunos materiales para construcción como ladrillos se pueden diferenciar de los demás, debido a que se han realizado algunas obras para su restauración, un resultado de la Dirección General de Antigüedades y Museos (DGAM).

## Historia
No se sabe exactamente cuando fue fortificado el castillo. El sitio ya era conocido como "Dawsar" en tiempos preislámicos y se encontraba a lo largo de una vía de conexión entre Ar-Raqqah con el occidente.
El castillo pudo haber sido construido por la tribu de los Banu Numayr en el siglo XI. Las fuentes históricas mencionan que el castillo fue dado por Malik Shah I a los descendientes de la dinastía Uqaylid en 1086. Se celebró el castillo de manera casi continua hasta finales del siglo XII, a excepción de una breve ocupación de las cruzadas en 1102. En 1146, Zangi sitió el castillo, pero fue asesinado por uno de sus propios esclavos. La mayor parte de lo que se ve hoy en día data de aquellos tiempos. El castillo sufrió graves daños durante la invasión de Siria por los mongoles. Los trabajos de restauración se llevaron a cabo en el siglo XIV.

### Guerra Civil Siria
Durante la Guerra Civil Siria, Dáesh capturó el castillo durante la ofensiva en el este de Siria de 2014. Sus instalaciones se han utilizado por Dáesh como lugar de entrenamiento militar y construcciones de túneles para esconder las armas. Las Fuerzas Democráticas Sirias (SDF) capturaron el castillo y sus inmediaciones el 6 de enero de 2017 como parte de la ofensiva de Raqa, después de matar a 22 miembros de Dáesh.